# Список персонажей Mass Effect
Эта статья описывает персонажей серии Mass Effect. В сводной таблице можно найти краткую информацию о некоторых персонажах, главным образом о том, в каких частях основной трилогии они появлялись и кем были озвучены.

## Главный герой

### Шепард
Озвучивание (м): ориг. Марк Мир /рус. Илья Хвостиков
Озвучивание: (ж) ориг. Дженнифер Хейл /рус. Полина Щербакова
Протагонист, при создании которого можно отрегулировать некоторые данные, такие как имя, пол, внешность, детали прошлого и военную специализацию (боевой класс). Также игрок может самостоятельно определять модель поведения Шепарда: от доброго и бескорыстного до хамского и циничного. Шепард является протагонистом оригинальной трилогии «Mass Effect».
Имя Шепарда по умолчанию — Джон (мужской вариант) или Джейн (женский вариант). Женскую версию Шепарда озвучила Дженнифер Хейл, мужскую — Марк Мир (его же голосом говорят некоторые персонажи-ворка и волусы). Хотя для российских игроков это не заметно, обе версии Шепарда говорят на английском с канадским акцентом (возможно, это следствие того, что Хейл и Мир сами являются канадцами по происхождению). В отличие от многих игр с настраиваемой внешностью персонажа, в «Mass Effect» уже задана внешность по умолчанию соответственно для мужского и женского персонажа. В рекламной кампании игры использовался именно мужской вариант Шепарда по умолчанию (в качестве модели лица послужила внешность голландской супермодели Марка Вандерлу).
Независимо от решений игрока, Шепард станет спектром, предотвратит возвращение Жнецов через ретранслятор Цитадели, будет убит коллекционерами и, после восстановления «Цербером», уничтожит их.
 Биография 
Игра предусматривает 9 вариантов прошлого игрока, каждый из которых включает в себя один из трёх вариантов событий до службы в Альянсе Систем (колонист, землянин и скиталец) и один из трех — во время (герой войны, уцелевший и безжалостный). При этом исторические события остаются неизменными вне зависимости от участия в них Шепарда. Дата рождения неизменна: 11 апреля 2154 года, и, соответственно, ему 29 лет в первой игре и хронологически 31 и примерно 32 года в последующих двух, но, с учётом его смерти в начале второй игры и последующего медицинского восстановления, в биологическом плане ему всё те же 29 во второй игре и 30 — в третьей.
| Варианты биографии | Варианты биографии |
| До службы          | До службы |
| ------------------ | --- |
| Колонист           | Детство Шепарда прошло на колонии Миндуар, родители погибли во время атаки работорговцев. Подобран(а) военным патрулём Альянса. |
| Землянин           | Шепард — сирота, вырос(ла) на улице на Земле. Вербовщик Альянса посоветовал ему(ей) отправиться служить, чтобы избежать какой-нибудь глупой смерти. |
| Скиталец           | Родители Шепард(а) — военные: имя отца в игре не называется, мать — Ханна Шепард, в 2183 году капитан первого ранга. Место рождения — корабль-носитель «Эйнштейн». Всё детство проскитался по кораблям и гарнизонам, на планету высадился лишь для того, чтобы отправиться на вербовочный пункт. |
| Во время службы    | |
| Герой войны        | Спас(ла) от захвата колонию Альянса Элизиум, единолично уничтожив целую «роту» пиратов. |
| Уцелевший          | Во время обычной высадки отряд из 50 человек, в составе которого находился Шепард, был атакован «молотильщиками». Шепард оказался единственным выжившим. |
| Безжалостный       | Выполнил(а) задание на Торфане ценой гибели 2/3 отряда. |

По умолчанию Шепард является землянином и уцелевшим. Помимо этого, он имеет профессиональный военный код Альянса — N7.
В финале «Mass Effect 3» Шепард однозначно погибает при выборе концовки «Синтез», а также в концовке «Уничтожение», если собранных войск недостаточно. Если количество собранных войск достаточно велико, при выборе «Уничтожения» демонстрируется ролик, на котором показывается торс брони со знаком N7, находящийся среди обломков и делающий вздох. При выборе концовки «Контроль» разрушается лишь телесная оболочка, разум Шепарда при этом сохраняется и загружается в другое место, получая возможность контролировать Жнецов. Согласно «BioWare», «Mass Effect 3» является завершением истории Шепарда и он не будет появляться в других играх из этой вселенной.
 Звание 
Относительно звания Шепарда существует несколько неоднозначностей. При создании персонажа выводится сообщение: «CDR. John Shepard, Alliance Marine» (с англ. — «Коммандер Джон Шепард, морпех Альянса»). CDR — аббревиатура звания «коммандер» (англ. Commander). Но если сразу после создания и просмотра всех начальных роликов открыть журнал, то можно прочитать первую и пока единственную пометку: «You are Lieutenant Commander Shepard, Executive Officer on the SSV Normandy» (англ. Вы - лейтенант-коммандер Шепард, старший помощник на КТАС "Нормандия"). Как правило, Lieutenant Commander на ранг ниже, чем Commander. Но примечательно то, что согласно внутриигровому кодексу в Альянсе даже нет звания Commander, вместо него есть Staff Commander (см. звания Альянса). Также примечательно, что из-за специфичности работы журнала заданий в «Mass Effect» упомянутую выше пометку можно прочесть только в описанный момент игры, далее она затирается пометками о новых текущих заданиях.
Тем не менее, в процессе всех трёх игр по отношению к Шепарду используют обращение «Commander». Однако, согласно сложившейся традиции в англоязычных странах, такое обращение приемлемо как по отношению к коммандеру, так и к лейтенант-коммандеру, если ситуация не требует подчеркнуть полное звание последнего. Логично предположить, что это правило экстраполируется и на выдуманный ранг Staff Commander. Также слово «commander» буквально переводится, как «командир», которым Шепард является во всех играх трилогии.
В русской локализации упомянутая выше пометка в журнале некорректно переведена: «Вы — капитан 3-го ранга Шепард, старший помощник на фрегате „Нормандия“». И соответственно, обращение к Шепарду «Commander» переведено, как «капитан». Видимо, локализаторы руководствовались тем, что ранг лейтенант-коммандера американского морского флота в некоторой степени соответствует рангу капитана 3-го ранга российского флота.
Примечательно, что в начале «Mass Effect» Шепард является лишь одним из подчинённых Андерсона, который в тот момент является капитаном (англ. Captain) корабля «Нормандия», но в русской локализации из-за этой ошибки перевода их обоих называют «капитанами».
Так как официально в «Mass Effect 2» Шепард мёртв(а), то воинское звание у него(неё) отсутствует, но, несмотря на это, его(её) часто называют «капитаном» (Commander), что характеризует скорее род занятий (командование кораблём), чем конкретно воинское звание.
Фамилия
Шепард (англ. Shepard) — фамилия первого американского астронавта.
Кроме того, интересным является созвучие фамилии героя с английским словом «пастух, пастырь» (англ. shepherd ['ʃepəd]), что некоторым образом намекает на его роль во вселенной «Mass Effect».
Критика и отзывы
Женщина-Шепард включена в «топ-10 опасных женщин в видеоиграх», опубликованный на портале Cheat Code Central.

## Члены отряда (основные)

### Тали’Зора
| Личные данные | Личные данные                                                                         |
| ------------- | ------------------------------------------------------------------------------------- |
| Имя           | Тали’Зора нар Райя, Тали’Зора вас Нима, Тали’Зора вас Нормандия                       |
| Имя           | англ. Tali’Zorah nar Rayya, англ. Tali'Zorah vas Neema, англ. Tali'Zorah vas Normandy |
| Вид           | кварианец                                                                             |
| Пол           | женский                                                                               |
| Боев. спец.   | техника                                                                               |
| Оруж. спец.   | пистолет, дробовик                                                                    |

Озвучивание
ориг. Лиз Срока
рус. Екатерина Сахарова
Тали’Зора (англ. Tali’Zorah) — молодая кварианка, чья встреча с Шепардом в «Mass Effect» помогает разоблачить Сарена. Тали является возможным романтическим интересом для Шепарда-мужчины в «Mass Effect 2» и «Mass Effect 3» (при наличии романа во второй части). В случае, если романа с Шепардом у неё не было, то в «Mass Effect 3» игрок может застать её в обнимку с Гаррусом.
Тали предана своему делу, ей свойственны благородные поступки. Как и большинство кварианцев, ненавидит гетов, хотя и считает, что кварианцы сами виноваты в том, что созданные ими синтетики захватили их родную планету.
Тали озвучивает Лиз Срока. Если Шепард будет иметь с Тали роман в «Mass Effect 3», то она подарит ему фотографию, на которой она изображена без фильтрующей маски. Эта фотография является переработанным изображением победительницы Мисс Англия-2005 Хаммасу Кохистани (причём Кохистани не снималась специально для этого фото).
Биография
Тали, дочь адмирала Раэль’Зоры, выросла на Мигрирующем флоте (см. раздел: Кварианцы) и, отправившись в Паломничество, нашла улики, изобличающие Сарена, и чуть не поплатилась за это жизнью, но встретила Шепарда. После уничтожения «Нормандии СР-1» возвращается на флот на корабль «Нима», но, снова встретив капитана на Хестроме, в глубоком тылу гетов, и закончив дела, присоединяется к команде. В «Mass Effect 3» возвращается в звании адмирала Мигрирующего Флота, когда Шепард вмешивается в нападение кварианцев на гетов. Она считает, что нужна своему народу и говорит о скором возвращении на Мигрирующий Флот. Её можно уговорить остаться и от этого зависит дальнейшее развитие событий. При наличии романа с ней или его отсутствии, будет разыграна сцена соответствующего характера, в которой Шепард будет решать — остаться ли ей или позволить уйти к своим.
При поддержке Шепардом гетов в «Mass Effect 3» (за исключением случая, когда от гетов выступает Легион), геты уничтожат флот кварианцев, а Тали погибает в том случае, если у персонажа не «прокачан» разговор (также критичную роль играют некоторые принятые решения в «Mass Effect 2» и «Mass Effect 3» — например, уничтожение/переписывание гетов-еретиков, разрешение конфликта с Легионом и т. д.).
За свою жизнь Тали сменила несколько кораблей: «Райа» от рождения до паломничества (приставка «нар Райа»), «Нима» и «Нормандия СР-2» — после (приставки «вас Нима» и «вас Нормандия» соответственно). В «Mass Effect 3» после высадки на родную планету кварианцев Раннох меняет приставку на «вас Раннох».

### Гаррус Вакариан
| Личные данные | Личные данные                                    |
| ------------- | ------------------------------------------------ |
| Имя           | Гаррус Вакариан                                  |
| Имя           | англ. Garrus Vakarian                            |
| Вид           | турианец                                         |
| Пол           | мужской                                          |
| Боев. спец.   | оружие и техника                                 |
| Оруж. спец.   | снайп. винтовка, штурм. винтовка, пистолет (ME1) |

Озвучивание
ориг. Брэндон Кинер
рус. Глеб Подгородинский
Гаррус Вакариан (англ. Garrus Vakarian) — бывший сотрудник Службы Безопасности Цитадели. Гаррус считает, что цель оправдывает средства, но им всегда двигают благородные мотивы, например, желание восстановить справедливость; он не выносит, когда правила позволяют злодеям выйти сухими из воды. По собственному признанию, это делает его плохим турианцем.
Возможный романтический интерес Шепарда-женщины в Mass Effect 2 с их продолжением в Mass Effect 3.
Гарруса озвучивает Брэндон Кинер.
Биография
Отец Гарруса был офицером СБЦ и с детства прививал ему уважение к закону, поэтому отговорил его подавать заявку в СПЕКТР. В итоге Гаррус стал офицером СБЦ, но служба тяготила его слишком гуманными, по его мнению, методами и большим количеством бумажной волокиты. Поэтому после прекращения расследования СБЦ действий Сарена Артериуса, которое было чистой формальностью вследствие неприкосновенности СПЕКТРа и засекреченности его действий, он уходит из СБЦ и просит присоединиться к игроку. После смерти Шепарда создаёт волонтёрский отряд для борьбы с преступностью. За свои действия от жителей Омеги получает прозвище «Архангел». Если выжил во второй части, то присутствует в Mass Effect 3 в качестве советника Турианской Иерархии в звании генерала по борьбе со Жнецами.

### Лиара Т’Сони
| Личные данные | Личные данные      |
| ------------- | ------------------ |
| Имя           | Лиара Т’Сони       |
| Имя           | англ. Liara T’Soni |
| Вид           | азари              |
| Пол           | — ("женский")      |
| Боев. спец.   | биотика            |
| Оруж. спец.   | ПП, пистолет       |

Озвучивание
ориг. Али Хиллис
рус. Марина Лисовец
Лиара Т’Сони (англ. Liara T’Soni) — азари-учёный, занимается ксеноархеологией, специализируется на протеанах, но в связи с обстоятельствами прекращает научную деятельность. Лиара — дочь матриархов Бенезии и Этиты. Из-за того, что она родилась от союза двух Азари, а не от более привычного для азари союза с представителем иной расы, Лиара, как и все чистокровные азари, не имеет на лице никаких татуировок. Возможный романтический вариант игрока любого пола в «Mass Effect» и «Mass Effect 3». В «Mass Effect 2» при наличии DLC Логово Серого Посредника можно «вспомнить былое» — но при условии романа с Лиарой в первой части и его отсутствия с кем-либо во второй. (в случае если у вас роман с кем-то во второй части, её можно убедить, что это лишь временное увлечение и после этого «вспомнить былое»).
Лиара вежлива и скромна, но в силу характера работы торговцем информацией ей приходится быть жёстче в последующих частях игры. Поначалу напрочь лишена чувства юмора, и совершенно не понимает, когда люди пытаются шутить, но уже в третьей части начинает шутить сама.
Лиару озвучивала Али Хиллис, внешность лица была взята от актрисы Джиллиан Мюррэй.
Биография
Лиара вопреки желанию матери стала учёным и занималась научной деятельностью до 106 лет, свернув научную деятельность в связи с присоединением к команде игрока. После уничтожения корабля Шепарда «Нормандия СР-1» занималась поисками тела коммандера, которое для восстановления отдала «Церберу». После этого занялась поисками Серого Посредника, который пытался продать тело Шепарда Коллекционерам, и стала информационным брокером. В дальнейшем, с возможной помощью «Цербера» и Шепарда, устранила Серого Посредника и заняла его место.
«Отец» Лиары матриарх Этита является правительственным агентом. Она ушла из семьи и не поддерживала отношений с Бенезией и Лиарой, о чём очень сожалела. В третьей части приставлена азарийским правительством для слежки и защиты собственной дочери.

### Кайден Аленко
| Личные данные | Личные данные                |
| ------------- | ---------------------------- |
| Имя           | Кайден Аленко                |
| Имя           | англ. Kaidan Alenko          |
| Вид           | человек                      |
| Пол           | мужской                      |
| Боев. спец.   | биотика и техника            |
| Оруж. спец.   | пистолет, штурм. винт. (ME3) |

Озвучивание
ориг. Рафаэль Сбардж
рус. Василий Зотов
Кайден Аленко (англ. Kaidan Alenko) — лейтенант, член экипажа «Нормандии». В зависимости от решений игрока может погибнуть во время миссии на Вермайре. В противном случае появится в «Mass Effect 2» и в «Mass Effect 3», в последнем — в звании майора и с получением статуса СПЕКТРа. Кайден является бисексуалом. Возможный романтический интерес Шепарда-женщины в «Mass Effect», а также Шепарда любого пола в «Mass Effect 3». Во время нападения «Цербера» на Цитадель Кайден охраняет Совет и в том числе и Удину, уже работающего на «Цербер», и в зависимости от действий игрока может погибнуть. В случае, если Кайден выжил, он может присоединиться к экипажу «Нормандии».
Кайден всегда ведёт себя сдержано, возможно, из-за произошедшего во время его обучения инцидента — гибели от его руки наставника-турианца. Из-за устаревших имплантатов он периодически испытывает головные боли.
Кайдена озвучил Рафаэль Сбардж. Моделью для лица Кайдена в Mass Effect 3 послужила внешность ЛГБТ-активиста Лучано Коста.
Биография
Кайден, находясь в утробе матери, был подвергнут воздействию нулевым элементом и в детстве проявил способности к биотике. Прошёл специальное обучение на одной из станций Альянса Систем — Гагарин (Нулевой Скачок). Во время обучения произошёл вышеупомянутый инцидент.

### Эшли Уильямс
| Личные данные | Личные данные                                               |
| ------------- | ----------------------------------------------------------- |
| Имя           | Эшли Меделин Уильямс                                        |
| Имя           | англ. Ashley Medelin Williams                               |
| Вид           | человек                                                     |
| Пол           | женский                                                     |
| Боев. спец.   | оружие                                                      |
| Оруж. спец.   | штурм. винт., снайп. винт., пистолет (ME1) , дробовик (ME1) |

Озвучивание
ориг. Кимберли Брукс
рус. Ирина Киреева
Эшли Меделин Уильямс (англ. Ashley Medelin Williams) — космопех Альянса Систем, потомственный военный, присоединяется к команде игрока во время первой миссии Mass Effect в звании сержанта. В зависимости от решений игрока может погибнуть во время миссии на Вермайре. В противном случае появится в Mass Effect 2 и в Mass Effect 3, в последнем случае — как капитан-лейтенант и СПЕКТР. Возможный романтический вариант игрока-мужчины в Mass Effect и Mass Effect 3.
Эшли имеет умеренные ксенофобные «человекоцентричные» взгляды, но старается это лишний раз не демонстрировать, религиозна.
Эшли озвучивала Кимберли Брукс, внешность была взята от Элисон Кэрролл.
Её ПВК Альянса — B4.
Биография
Эшли выросла в многодетной семье военного, отец большую часть времени находился в командировках. Поступила на службу, но несмотря на семейную династию продвижение по службе было осложнено репутацией её деда — он принял решение сдать турианцам колонию Шаньси во время Войны Первого Контакта.

### Урднот Рекс
| Личные данные | Личные данные          |
| ------------- | ---------------------- |
| Имя           | Урднот Рекс            |
| Имя           | англ. Urdnot Wrex      |
| Вид           | кроган                 |
| Пол           | мужской                |
| Боев. спец.   | оружие и биотика       |
| Оруж. спец.   | штурм. винт., дробовик |

Озвучивание
ориг. Стив Барр
рус. Артём Кретов
Урднот Рекс (англ. Urdnot Wrex) — один из последних кроганов, обладающих рангом «боевой мастер» (англ. Battlemaster). Эти редкие индивиды сочетают в себе как биотические способности, так и умение обращаться со всевозможным оружием. К команде игрока присоединяется в Mass Effect на Цитадели. В зависимости от решений игрока может погибнуть во время миссии на Вермайре в Mass Effect.
Несмотря на его угрожающий вид, Рекс редко теряет самообладание, предпочитает молчать, и весьма разумен, ведь за его плечами многолетний боевой опыт.
О выдающихся боевых способностях говорит тот факт, что во время инициации он одолел Молотильщика (возможно, не в одиночку, а вместе со своими кранттами).
Рекса озвучивает Стив Барр.
Биография
После применения генофага (см. раздел: Кроганы) и подавления кроганских восстаний стал вождем небольшого клана на Тучанке, но после предательства отца в связи с идеологическим конфликтом улетел с родной планеты — но не раньше, чем лично убил его. После этого Рекс работал телохранителем, наёмником, солдатом и охотником за головами; в своём вымирающем виде полностью разочарован, поскольку его прагматичный реформизм не находит опоры среди кроганов.
Если Рекс остаётся жив после миссии на Вермайре, то сразу после событий Mass Effect он возвращается на Тучанку и возглавляет клан Урднот, где вносит новые порядки и правила. В противном случае главой клана станет его сводный брат Урднот Рив, консервативный и недальновидный «просто прославленный убийца».. Если он выжил в Mass Effect, то в Mass Effect 2 начнет деятельность по объединению кроганских племен на основе сложной системы перераспределения репродуктивных самок, а в третьей части выстроит новое общество, которое доверит ему представлять кроганов на совете с турианским примархом и саларианской далатрессой на «Нормандии». Если Шепард поможет с лечением, Урднот Рекс фактически становится кроганом, добившимся излечения генофага и одним из признанных лидеров кроганов. Если Шепард подделает вакцину от генофага, то Рекс добудет запись разговора саларианского советника с Шепардом, который является доказательством саботажа. Разъяренный Рекс прилетает на Цитадель, где, обвиняя Шепарда в предательстве, пытается убить его. В зависимости от действий игрока, Рекс погибает либо от рук Шепарда, либо его убивают сотрудники СБЦ.

### Грант
| Личные данные | Личные данные          |
| ------------- | ---------------------- |
| Имя           | Урднот Грант (Грюнт)   |
| Имя           | англ. Urdnot Grunt     |
| Вид           | кроган                 |
| Пол           | мужской                |
| Боев. спец.   | оружие                 |
| Оруж. спец.   | штурм. винт., дробовик |

Грант (Грюнт) (англ. Grunt) — искусственно выращенный кроган, впервые появившийся в Mass Effect 2. В российской локализации имя по неизвестным причинам перевели как Грюнт.
Гранту свойственна присущая всем кроганам жестокость; до ритуала посвящения он относился к драке с полным безразличием, а став членом клана Урднот — с энтузиазмом.
Гранта озвучил Стив Блум.
Биография
Грант был создан кроганским вождём Окиром, который погиб, не успев выпустить своё творение из биокапсулы, которая и будет забрана Шепардом на борт «Нормандии». Игрок может выпустить или оставить крогана в этой биокапсуле, в первом случае он станет членом команды и, в зависимости от решений игрока, может стать членом клана Урднот, получив при этом имя «Урднот Грант». Если выжил во второй части, то встречается в третьей части трилогии в качестве командира отряда «Аралах» — элитного подразделения кроганов, в противном случае, если его отдали Церберу, то на базе можно найти его останки.

### Джейкоб Тейлор
| Личные данные | Личные данные      |
| ------------- | ------------------ |
| Имя           | Джейкоб Тейлор     |
| Имя           | англ. Jacob Taylor |
| Вид           | человек            |
| Пол           | мужской            |
| Боев. спец.   | оружие и биотика   |
| Оруж. спец.   | пистолет, дробовик |

Джейкоб Тейлор (англ. Jacob Taylor) — бывший десантник Альянса, ныне оперативник «Цербера». Джейкоб инициативен, предпочитает действовать, а не разговаривать. Верит в идеалы «Цербера», но не приемлет некоторые его методы; специально обговаривал с Призраком, что не будет участвовать в аморальных действиях организации.
В команде игрока появится в Mass Effect 2. Возможный романтический интерес Шепарда-женщины в Mass Effect 2.
Джейкоба озвучил Адам Лазарр-Уайт, моделью лица послужил актёр Кенион Гловер.
Биография
Джейкоб служил в одном из секретных подразделений Альянса Систем, но, разочаровавшись в службе, уволился. После событий Mass Effect Galaxy, когда усилия Джейкоба по спасению Совета от террористического акта были полностью сокрыты Альянсом, вступил в ряды «Цербера».
Отец Джейкоба пропал за 10 лет до событий Mass Effect 2, в игре можно будет разузнать о его судьбе. В Mass Effect 3 встретится на базе беглых учёных из «Цербера», будет ранен, но выживет. В третьей части игры независимо от того был ли роман у Шепарда-женщины с ним или нет, у Джейкоба все равно появляется постоянная подруга; настаивает на том, что будет обеспечивать безопасность тех 37 учёных и их семей.

### Джек
| Личные данные | Личные данные                                                                       |
| ------------- | ----------------------------------------------------------------------------------- |
| Имя           | Джек, она же Подопытная «Ноль», она же Жаклин Нот, она же Дженифер                  |
| Имя           | англ. Jack, англ. aka Subject Zero, англ. aka Jacqueline Nought, англ. aka Jennifer |
| Вид           | человек                                                                             |
| Пол           | женский                                                                             |
| Боев. спец.   | биотика                                                                             |
| Оруж. спец.   | дробовик, пистолет                                                                  |

Джек (англ. Jack) — молодая девушка с загадочным и жестоким прошлым, появляется в «Mass Effect 2». Джек неуравновешенна и агрессивна, в разговоре часто использует нецензурные выражения. Кроме того, её тело с ног до головы покрыто татуировками.
Возможный романтический интерес Шепарда-мужчины в «Mass Effect 2» с их продолжением в «Mass Effect 3».
Джек озвучила Кортни Тэйлор, моделью лица послужила американская манекенщица Кэндис Нэйл.
Биография
Согласно компьютеру Серого Посредника Джек родилась на Иден-Прайм. Во время беременности её мать была облучена Нулевым Элементом. Врач, который принимал роды, был подкуплен организацией «Цербер» и, обнаружив у новорождённой биотические способности, сообщил её матери, что ребёнок родился мёртвым. После этого Джек в числе других детей с биотическими способностями была переправлена в одну из лабораторий «Цербера» на Прагии, где эти способности пытались развить до максимума. Джек удалось сбежать, но из-за перенесённой в детстве психологической травмы (условия содержания в лаборатории были очень жёсткими, как и применяемые к детям методы) её психика так и не восстановилась. Попав в криминальное общество, Джек стала одним из самых опасных преступников в галактике. Если Джек удалось выжить в «Mass Effect 2», то в «Mass Effect 3» её можно встретить в академии имени Джона Гриссома в качестве наставника для детей-биотиков, так как позже в Альянсе становится известно, что она помогала Шепарду в уничтожении Коллекционеров. Её «необычные» методы обучения оказались неожиданно эффективными. Если не выполнять миссию по эвакуации академии Джона Гриссома, то на базе «Цербера» встретится в качестве фантома.
Джек использует псевдоним Жаклин Нот (англ. Jacqueline Nought) (Жаклин — женская версия имени Джек, а «Nought» переводится, как «нуль» или «ничтожество») и если она погибнет в «Mass Effect 2», то в «Mass Effect 3» именно этот вариант её имени появится на мемориале. Если на миссию в академии имени Джона Гриссома в качестве сопартийца взять Лиару, то она скажет Джек, что её настоящее имя Дженифер.

### Легион
| Личные данные | Личные данные              |
| ------------- | -------------------------- |
| Имя           | Легион                     |
| Имя           | англ. Legion               |
| Вид           | геты                       |
| Пол           | —                          |
| Боев. спец.   | оружие и техника           |
| Оруж. спец.   | снайп. винт., штурм. винт. |

Легион (англ. Legion) — мобильная платформа гетов, оборудованная 1183 программами. Это значит, что Легион является носителем коллективного разума, поэтому он всегда говорит о себе во множественном числе.
Легион утверждает, что гетам не свойственны эмоции, однако при попытке выяснить, почему дыру в теле он залатал частями брони Шепарда, а не чем-нибудь другим, у него происходит подобие конфуза (что характерно, в изначальном варианте сценария «Mass Effect 2» он должен был помочь Лиаре с изъятием тела Шепарда у Серого Посредника (при этих событиях его и должны были продырявить), но сей вариант был вырезан).
Может присоединиться к команде игрока в «Mass Effect 2». Примечательно, что имя «Легион» было предложено СУЗИ, которая процитировала Библию (в данном случае, это «Евангелие от Марка»), используя отрывок «Ибо Иисус сказал ему: выйди, дух нечистый, из сего человека. И спросил его: как тебе имя? И он сказал в ответ: Имя мне Легион, ибо нас много» (таким образом СУЗИ намекает на множественность ИИ гетов в рамках одной платформы).
Легиона озвучил Ди Си Дуглас.
Биография
Легион был отправлен изучать органическую жизнь и в частности Шепарда. Он посетил многие места, где побывал игрок и потерял его след на месте крушения «Нормандии СР-1». После этого занимался сбором информации о вирусе, созданном для подчинения истинных гетов Жнецам. Повторно находит Шепарда на борту подбитого Жнеца, где выведен из строя хасками; в случае, если игроку хватает любопытства не отдавать его «Церберу», предлагает «Шепард-капитану» союз. Если выжил во второй части, то появляется в третьей игре и помогает Шепарду освободить гетов от контроля Жнецов, на который они согласились в связи с вторжением кварианцев. Если же принять решение уничтожения гетов, Легион при попытке применить грубую силу будет нейтрализован. Если Тали и Легион были лояльны во второй части, то решение в пользу гетов приведет к союзу между гетами и кварианцами. Однако если Легион был отдан «Церберу» или убит, то его заменяет безымянная копия, специально созданная гетами чтобы повторить путь Легиона, с гораздо большим подозрением относящяяся к кварианцам. Также если он был отдан «Церберу» встретится на базе «Цербера» в качестве мстителя.

### Миранда Лоусон
| Личные данные | Личные данные        |
| ------------- | -------------------- |
| Имя           | Миранда Лоусон       |
| Имя           | англ. Miranda Lawson |
| Вид           | человек              |
| Пол           | женский              |
| Боев. спец.   | техника и биотика    |
| Оруж. спец.   | ПП, пистолет         |

Миранда Лоусон (англ. Miranda Lawson) — офицер «Цербера», оператор проекта «Лазарь». К команде игрока присоединится в Mass Effect 2. Возможный романтический интерес игрока-мужчины в Mass Effect 2 и «Mass Effect 3» (при наличии романа во второй части). В Mass Effect 3 Миранда разыскивает свою сестру, зная, что в этом замешан её отец.
Миранда предана «Церберу» и верит в его идеалы (до событий Mass Effect 3), самоуверенна, прагматична.
Миранда озвучена австралийской актрисой Ивонн Страховски. Внешность персонажа также скопирована с актрисы, единственное отличие — цвет волос. В реальности Страховски была блондинкой и поэтому Миранда изначально тоже задумывалась со светлыми волосами.
Биография
Геном Миранды был создан в лаборатории из генов отца — богатого влиятельного бизнесмена — и некоторых сторонних генов. Отец пытался сделать её идеальной во всем, однако, предположительно, из-за многочисленных модификаций Миранда стала бесплодной. В возрасте 16 лет Миранда, руководствуясь личными мотивами, сбежала из дома, взяв с собой свою младшую сестру-близнеца (Ориану Лоусон), созданную аналогичным образом. На тот момент сестра была младенцем, так как Генри Лоусон (отец Миранды) создал девочку искусственно. После этого Миранда вступила в «Цербер», который стал охранять её удочерённую сестру. Во время работы с Шепард(ом) она просит помочь ей спасти сестру. В случае отказа Миранда не становится лояльной капитану, что повышает её шансы погибнуть во время финала. После успеха самоубийственного задания она разрывает контакт и бросается в бега, в немалой доле потому, что её отец и Призрак объединили силы. Во время попытки спасти свою сестру из рук отца на Горизонте Миранда может погибнуть от ран, нанесенных ей Кай Леном. Если Миранда выживает, то присоединяется к Альянсу и участвует в финальной битве за Землю и сохраняет романтический интерес к Шепарду (если он имелся в «Mass Effect 2»)

### Мордин Солус
| Личные данные | Личные данные      |
| ------------- | ------------------ |
| Имя           | Мордин Солус       |
| Имя           | англ. Mordin Solus |
| Вид           | саларианец         |
| Пол           | мужской            |
| Боев. спец.   | техника            |
| Оруж. спец.   | ПП, пистолет       |

Мордин Солус (англ. Mordin Solus) — саларианский профессор-генетик и бывший оперативник Группы Особого Реагирования (англ. Special Tasks Group) — саларианского спецподразделения. В команде игрока появится в Mass Effect 2.
В Mass Effect 2 Мордин — убежденный имморалист и твёрдо верит в то, что цель оправдывает действия, ему не чужды негуманные, но всё-таки жёстко ограниченные им самим методы, хотя иногда он тоже начинает в них сомневаться. Мордин умён и догадлив: например, встретив Шепарда, почти сразу догадывается, что капитан работает на «Цербер». В Mass Effect 3 Мордин может погибнуть, если позволить ему излечить генофаг или попытаться помешать ему или же присоединяется к строительству Горна.
Мордина озвучили Майкл Битти («Mass Effect 2») и Уилльям Слейерс («Mass Effect 3»).
Биография
Мордин в составе ГОР участвовал в тайной операции по модификации генофага кроганов под командованием лейтенанта Киррахе, так как их организм научился бороться с изначальным генофагом. Во время одной из высадок оспорил методы Киррахе и, прикрывая отступление сослуживцев, получил шрамы и повреждения правого головного рога. Позже Мордин покинул группу и незадолго до событий Mass Effect 2 занялся проблемой «чумы», которая начала распространяться на Омеге. После того, как Шепард помогает излечить это экспериментальное биологическое оружие Коллекционеров, присоединяется к команде, чтобы продолжить разработки по этой линии. К событиям Mass Effect 3 угрызения совести заставляют его вновь присоединиться к ГОР и устроить утечку данных о возможности излечения генофага, что позволяет заключить невероятный союз между турианцами и кроганами.

### Моринт
| Личные данные | Личные данные    |
| ------------- | ---------------- |
| Имя           | Моринт           |
| Имя           | англ. Morinth    |
| Вид           | азари            |
| Пол           | — ("женский")    |
| Боев. спец.   | биотика          |
| Оруж. спец.   | штурм. винт., ПП |

Моринт (англ. Morinth) — четырёхсотлетняя дочь Самары Мирала, Ардат-Якши (см. раздел: Азари).
Моринт озвучила Наталия Сиглиути, а её внешность скопирована с американской модели Раны МакАнир.
Биография
Моринт родилась где-то в 1700-х годах по земному летоисчислению. Заболевание Ардат-Якши у Моринт и её сестёр, других дочерей Самары, — Рилы и Фалере, — было диагностировано где-то в возрасте 40 лет. Всем троим было предложено провести жизнь в комфортабельном уединении, но Моринт (Самара описывает её в те времена, как «храбреца и умницу») отказалась и подалась в бега. Из-за этого Самара отказалась от прошлой жизни, стала юстицаром и в течение 400 лет выслеживала Моринт. За этот срок убийства её любовников стали у Моринт чем-то вроде наркотической зависимости. На одной планете Моринт подчинила целую деревню и убедила их поклоняться ей. Жители предлагали азари своих дочерей, как жертвы. Когда прибыла Самара, Моринт приказала всем атаковать Самару, чтобы успеть убежать. Самаре пришлось убить всех жителей, кроме детей, но Моринт к тому моменту сбежала. В конечном счете, Моринт вышла за пределы пространства Азари и направилась на Иллиум, но мать продолжала охотиться за ней, из-за чего Моринт позже сбежала на Омегу.
В «Mass Effect 2» устранение Моринт является миссией на лояльность Самары. Когда Шепард прибывает за ней на Омегу, Моринт к тому моменту соблазнила и убила молодую скульпторшу Неф. В задачу Шеппарда входит расположить к себе Моринт и, по желанию игрока, он может поддаться её соблазнению, но «сеанс» будет прерван Самарой. После чего между матерью и дочерью начнётся конфронтация, где игроку будет дан выбор: принять сторону Самары (и та убьёт Моринт) или принять сторону Моринт (та тогда убьёт Самару). В случае выбора второго варианта Моринт займет место Самары на Нормандии, но из-за их схожести во внешности остальные члены команды будут думать, что перед ними Самара (хотя некоторые будут отмечать «перемены» в её поведении). Моринт так же может стать любовным увлечением Шепарда в «Mass Effect 2», где она его убедит, что такие сильные личности, как Шепард, смогут пережить воздействие Ардат-Якши, но Шепард всё равно погибает после её поцелуя.
Если Моринт выжила в «Mass Effect 2», то в «Mass Effect 3» Шепард получает от неё письмо, объясняющее, что она сбежала с Нормандии сразу после событий DLC «Прибытие», потому что не хотела подвергать себя и его опасности. Через компьютер Лиары Шепард перехватывает несколько писем, адресованных от неё её сёстрам. В финале Моринт объявляется на Земле в Лондоне, будучи обращённой в «баньши» (азари-хаска на основе Ардат-Якши).

### Самара
| Личные данные | Личные данные    |
| ------------- | ---------------- |
| Имя           | Самара           |
| Имя           | англ. Samara     |
| Вид           | азари            |
| Пол           | — ("женский")    |
| Боев. спец.   | биотика          |
| Оруж. спец.   | штурм. винт., ПП |

Самара (англ. Samara) — азари-юстицар. Появляется в Mass Effect 2. Также можно встретить в Mass Effect 3. Если не спасти в конце задания, может покончить жизнь самоубийством.
О личности Самары судить невозможно, так как кодекс предписывает юстицару действовать строго определённым образом.
Самару озвучила Мэгги Бэрд. Как и Моринт, внешность Самары скопирована с модели Раны МакАнир.
Биография
Самара в молодости успела побывать наёмницей, позже попыталась обзавестись семьёй. Вскоре выяснилось, что все три её дочери — Рила, Мирала и Фалере, — Ардат-Якши. Узнав это, одна из них — Мирала (Моринт) — сбежала. После этого, чтобы остановить свою дочь, Самара стала юстицаром. В Mass Effect 2 игрок может помочь закончить эту миссию; в Mass Effect 3 Шепард встречает Самару, расследуя нападение Жнецов на монастырь, в котором находятся её две дочери. Когда им удаётся спасти Фалере, происходит катастрофичный конфликт: юстицар обязана уничтожать Ардат-Якши вне монастыря, и единственный способ для Самары избежать убийства дочери — самоубийство. А когда Шепард пытается предотвратить его, Самара вынуждена угрожать капитану, пока её дочь не находит общеприемлемое решение.

### Тейн Криос
| Личные данные | Личные данные     |
| ------------- | ----------------- |
| Имя           | Тейн Криос        |
| Имя           | англ. Thane Krios |
| Вид           | дрелл             |
| Пол           | мужской           |
| Боев. спец.   | оружие и биотика  |
| Оруж. спец.   | снайп. винт., ПП  |

Тейн Криос (англ. Thane Krios) — один из самых опытных наемных убийц в галактике. Появляется в Mass Effect 2. Тейн является возможным романтическим интересом Шепарда-женщины в Mass Effect 2.
Тейн религиозен, несмотря на свою профессию гуманен, никогда не убивает без необходимости. Тейн проводит чёткую границу между душой и телом и считает, что убийство на заказ не будет грехом, так как это не его решение. Страдает «синдромом Кепраля» — неинфекционным респираторным заболеванием, свойственным только дреллам. Тейна озвучил Кит Фарли.
Биография
Тейн был одним из дреллов, переселившихся на планету Кахье (см. раздел: Дреллы), в возрасте 6 лет начал обучаться профессии киллера, с 12 лет начал «работать». Во время одного из заданий он повстречал свою будущую жену — Ирику. Ханары, на которых он работал, позволили ему уйти со службы и завести семью. Но из-за отсутствия возможности зарабатывать другим способом Тейн стал брать частные заказы, которые стоили ему жизни жены — желавшие отомстить за одну из его жертв убили Ирику. Тейн отдал своего малолетнего сына Колята на попечение родственников, а сам отправился на поиски убийц. После завершения мести Тейн не решился вернуться домой. Во время событий Mass Effect 2 он узнает, что Колят пошёл по его стопам, игрок может помочь Тейну с этим разобраться. После этого Шепард-женщина может завести с ним роман.
Если Тейн выжил во второй части, то игрок может встретить его в Mass Effect 3 на Цитадели. Криос вынужден часто посещать больницу из-за усугубляющегося синдрома Кепраля, хотя он уже на полгода пережил прогнозы врачей. Тейн погибнет от меча Кай Лена во время нападения на Цитадель, спасая советника саларианцев, однако, если майор Киррахе остался жив в Mass Effect, то он может пожертвовать собой вместо Тейна, если перед атакой на Цитадель не говорить с дреллом. Но даже в этом случае Тейн все равно умрет — сразу после миссии в Святилище табличка с его именем появится на мемориальной доске на «Нормандии», из чего можно сделать вывод, что синдром Кепраля погубил его.

### СУЗИ
| Личные данные |               |
| Имя           | СУЗИ          |
| Имя           | англ. EDI     |
| Вид:          | ИИ            |
| Пол:          | — ("женский") |
| Боев. спец.   | техника       |
| Оруж. спец.   | пистолет, ПП  |

СУЗИ (англ. EDI) — ИИ, установленный на «Нормандию СР-2». Её имя расшифровывается, как «Система Усовершенствованного Защитного Интеллекта» (англ. Enhanced Defense Intelligence) (дословно Улучшенный интеллект защиты). В Mass Effect 3 она получает человекоподобное тело и возможность стать напарником Шепарда.
Первоначально СУЗИ выполняет ограниченный ряд функций, но после вынужденного подключения ко всем системам корабля во время нападения Коллекционеров получает полный контроль над кораблём. Изначально Джокер негативно относился к СУЗИ, но после того, как она спасла его и корабль от захвата Коллекционерами, он изменил своё отношение.
Терминалы СУЗИ присутствуют на всех палубах и во всех комнатах «Нормандии», Шепард может спросить у неё, что это за место, а также расспросить СУЗИ об аспектах её работы.
СУЗИ может погибнуть от энергетической волны, испускаемой Горном, если Шепард принимает решение использовать его для уничтожения Жнецов. Позже табличка с её именем появляется на мемориале Нормандии.
Терминалы на главной базе «Цербера» в Mass Effect 3 проливают свет на происхождение СУЗИ. Изначально она была известна как ВИ «Ганнибал» на учебной базе Альянса на Луне, и после уничтожения всех процессоров лже-ВИ послал на всех частотах двоичный сигнал «Помогите», который и был принят «Цербером». Призрак настаивал на том, что к СУЗИ надо обращаться в неодушевлённом виде, и что «оно» должно быть ограничено в полномочиях, но также настоял на том, чтобы в «его» состав включили компоненты Жнеца. После снятия ограничений «Цербера» ликвидировала возможность дистанционного контроля над «Нормандией». В Mass Effect 3 СУЗИ получает для исследований тело другого ИИ «Цербера» и впоследствии начинает использовать его в качестве мобильной боевой платформы.
СУЗИ озвучена актрисой Тришей Хелфер. Внешность также скопирована с неё.

### Джеймс Вега
| Личные данные | Личные данные          |
| ------------- | ---------------------- |
| Имя           | Джеймс Вега            |
| Имя           | англ. James Vega       |
| Вид           | человек                |
| Пол           | мужской                |
| Боев. спец.   | оружие                 |
| Оруж. спец.   | штурм. винт., дробовик |

Джеймс Вега (англ. James Vega) — космопех Альянса Систем, появляется в «Mass Effect 3». Шепард-женщина может иметь с ним роман в DLC «Цитадель», но дальше DLC отношения не продлятся.
Хотя Вега — опытный солдат, он не знаком с тонкостями и принципами политики в галактике. Он упоминает, что фамилия его отца — Сандерс (изначально эту фамилию должен был носить сам Джеймс).
Вегу озвучил Фредди Принц-младший, моделью для лица послужил актёр Ямал Казак.
Биография
Лейтенант Джеймс Вега состоит на службе в Альянсе Систем, а также является членом отряда Шепарда в «Mass Effect 3». Несмотря на то что он опытный, закалённый в боях солдат, Джеймс пока ещё не слишком хорошо знаком с непрезентабельной политической подноготной галактического сообщества. До знакомства с капитаном, во время атаки Коллекционеров на одну из колоний, перед Джеймсом стоял выбор: защищать Колонистов, либо добыть данные о нападающих. Джеймс решает добыть информацию, во время миссии лишается всего отряда. Позже выяснилось, что в данных нет надобности, так как Шепард уже уничтожил(а) базу Коллекционеров. После этого Джеймс чувствует свою вину в связи с тем, что не спас свою команду и что по его вине была уничтожена та колония. На Земле у Джеймса остался дядя-отставник.
Любит подкалывать сослуживцев и давать испаноязычные прозвища, объясняя это тем, что так ему легче запоминать людей или их имена им совершенно не подходят и он даёт им новые. Шепарду-мужчине он даёт прозвище «Локо» (исп. loco — «Безумец»), а Шепарду-женщине — «Лола» (имя сестры его лучшего друга). Так же Джеймс азартный игрок и любитель «посидеть в баре».

## Члены отряда (из DLC)

### Заид Массани
| Личные данные | Личные данные              |
| ------------- | -------------------------- |
| Имя           | Заид Массани               |
| Имя           | англ. Zaeed Massani        |
| Вид           | человек                    |
| Пол           | мужской                    |
| Боев. спец.   | Оружие                     |
| Оруж. спец.   | штурм. винт., снайп. винт. |

Заид Массани (англ. Zaeed Massani) — один из самых известных наёмников в Галактике. Он является типичным наёмником — жесток, брутален, неразговорчив.
В Mass Effect 2 появится после установки DLC «Заид — Цена мести».
Заида озвучил Робин Сахс. Лицо было смоделировано с актёра Стива Бисли, а гигантский шрам на лице был взят от персонажа фильма «Взвод» Боба Барнса (Том Беренджер).
Биография
Заид служил в Альянсе Систем, уйдя оттуда, стал наёмником и охотником за головами. Вместе с неким Видо Сантьяго основал группировку наёмников «Синие Светила», от управления которой был отстранён в ходе заговора в 2165 году, получив при этом пулю в голову. С тех пор охотится за своим личным врагом. Если пережил события второй игры, то участвует в похищении посла волусов на Цитадели по обвинению в сотрудничестве с «Цербером»; после разъяснений Шепарда волус выдаёт важные военные данные, а Заид и несколько его знакомых присоединяются к собираемому капитаном союзу по борьбе со Жнецами. Если его лояльность не была завоёвана в предыдущей части, Заид погибает.
Его незаконнорожденный сын Блэйн участвовал в проекте «Инициатива Андромеда».

### Касуми Гото
| Личные данные | Личные данные     |
| ------------- | ----------------- |
| Имя           | Касуми Гото       |
| Имя           | англ. Kasumi Goto |
| Вид           | человек           |
| Пол           | женский           |
| Боев. спец.   | техника           |
| Оруж. спец.   | ПП, пистолет      |

Касуми Гото (англ. Kasumi Goto) — известная воровка, находится в галактическом розыске за ряд крупных краж. Касуми очень скрытна, что вполне соответствует её профессии.
В Mass Effect 2 появится после установки DLC «Касуми — Украденная память».
Касуми озвучена Ким Хой.
Биография
В прошлом Касуми украла у «Цербера» множество ценных вещей. Системы сигнализации, ДНК-кодеры, а также масса других различных защитных механизмов были взломаны, причём в «Цербере» так и не поняли, каким образом. В 2185 году она украла несколько произведений искусства на Цитадели и прототип преобразователя омни-геля на Иллиуме. В «Mass Effect 3» появляется во время поисков «крота» в посольстве ханаров, причём с готовностью помогает СПЕКТРу Йондаму Бау, который всего лишь хочет изъять у неё краденное. При условии, что Касуми была лояльна в Mass Effect 2, она прикрывает следы ложной смертью. В случае, если её лояльность не была завоевана, Касуми, нейтрализуя вирус Жнецов, погибает..

### Явик
| Личные данные | Личные данные          |
| ------------- | ---------------------- |
| Имя:          | Явик                   |
| Имя:          | англ. Javik            |
| Вид:          | протеанин              |
| Пол:          | мужской                |
| Боев. спец.   | биотика                |
| Оруж. спец.:  | штурм. винт., пистолет |

Явик (англ. Javik) — последний оставшийся в живых протеанин. Явик является последним выжившим представителем расы протеан. Был найден в стазисной капсуле во время раскопок на Иден Прайм. Безжалостен, яростен, не скрывает свойственных протеанам империалистских взглядов, практически не верит в возможность победы рас, которые он наблюдал в состоянии каменного века. Специецист. Как и Шепард, Явик имел собственный корабль и вёл против Жнецов отборную команду из верных соратников и друзей, но все его товарищи попали под воздействие психической обработки, после чего тот самолично вынужден был пленить и убить их.
Имя этого персонажа, в оригинале звучащее как «Джавик», было локализовано как Явик (возможно, по аналогии с библейскими, германскими и римскими именами и названиями: ср. англ. Justinian, Jerusalem, Jesus, John, Jormungandr c рус. Юстиниан, Иерусалим, Иисус, Иоанн, Ёрмунганд).
Появляется в качестве персонажа в «Mass Effect 3», если приобрести дополнительный контент «Из пепла» (англ. «From Ashes»). В зависимости от диалоговых решений игрока, к финалу игры решает либо совершить самоубийство после победы над Жнецами, либо продолжать жить в новом для него мире и работать над книгой совместно с Лиарой Т’Сони.
Явика озвучил Айк Амади.

### Ария Т’Лоак
Ария Т’Лоак (англ. Aria T'Loak) — азари являющаяся де-факто правительницей станции «Омега», несмотря на то что на станции нет формального правительства или администрации.
| Личные данные | Личные данные     |
| ------------- | ----------------- |
| Имя           | Ария Т’Лоак       |
| Имя           | англ. Aria T'Loak |
| Вид           | азари             |
| Пол           | — ("женский")     |
| Боев. спец.   | биотика           |
| Оруж. спец.   | ПП, дробовик      |

Прошлое Арии до прибытия на станцию неизвестно. Когда она прилетела на «Омегу», то нанялась в местный клуб стриптизёршей, притворяясь молодой девой. На самом деле она уже тогда была могущественным матриархом. Она постепенно формировала союзы с влиятельными лицами на станции, прежде чем совершить переворот и устранить предыдущего правителя-крогана. Крогана Ария решила оставить в живых, прозвав его Патриархом, насмешливым прозвищем для азари, и держит его у себя в роли советника-марионетки.
В Mass Effect 3 встреча с Арией происходит в баре Цитадели «Чистилище», с её слов становится известно, что она потеряла влияние на Омеге под натиском вооруженных сил «Цербера», которые начали развёртывать базу за ретранслятором «Омега-4». Предлагает Шепарду собрать преступные группировки «Синие светила», «Кровавая стая» и «Затмение» под её руководство в обмен на поддержку в предстоящей битве со Жнецами.
Также помимо основной сюжетной линии, в дополнении «Омега» Шепарду снова предстоит помочь ей. На этот раз отвоевать ту самую злополучную станцию на астероиде, во главе которой стоит генерал Олег Петровский — один из лучших стратегических агентов Призрака, который и был инициатором нападения. Во время игры Шепард и Ария встречают турианку Найрин Кандрос — лидера небольшой группировки «Коготь». Найрин, также как и все обитатели Омеги, заинтересована в освобождении станции от гнёта «Цербера». В её разговоре с Арией становится понятно, что знают они друг друга очень давно. Несмотря на сложившиеся обстоятельства и вынужденный союз, они обе не собираются уступать друг другу. Ария желает добиться цели любыми средствами, невзирая на жертвы, тогда как Найрин заинтересована в благополучии жителей. Во время прохождения можно ещё раз убедиться о том, что Ария полноправная правительница, жестокая и беспощадная.
Может побывать напарником Шепарда только в течение выполнения задания из DLC «Омега» для Mass Effect 3.
Арию озвучила актриса Кэрри-Энн Мосс.

### Найрин Кандрос
| Личные данные | Личные данные          |
| ------------- | ---------------------- |
| Имя           | Найрин Кандрос         |
| Имя           | англ. Nyreen Kandros   |
| Вид           | турианец               |
| Пол           | женский                |
| Боев. спец.   | техника и биотика      |
| Оруж. спец.   | штурм. винт., пистолет |

Найрин Кандрос — первая представленная турианка в игре. Предводитель отряда наёмников «Коготь» на Омеге в 2186 году. В отличие от предыдущего лидера «Когтей», Найрин высокоморальна и обладает выдающимся военным опытом. Это и многое другое позволило ей превратить «Когтей» из плохо организованной банды в дисциплинированный и отлично обученный отряд, направивший все силы на помощь и защиту жителей Омеги. Лично знакома с Арией Т’Лоак, и, хотя поначалу обстоятельства знакомства туманны, их вполне можно назвать «заклятыми подружками». Найрин гибнет по сюжету DLC «Омега», прикрывая отход основных сил «Когтя» от наступающих войск «Цербера».
Соответственно, она как и Ария может побывать напарником Шепарда только в течение выполнения задания из DLC «Омега» для Mass Effect 3.
Найрин является первой женщиной-турианкой, появившейся в серии игр Mass Effect (до выхода DLC «Омега» они появлялись только в комиксах).
Найрин озвучивает Сумали Монтано.

## Экипаж «Нормандии»

### Джефф «Джокер» Моро
Озвучивание: ориг. Сет Грин / рус. Илья Бледный
Джефф «Джокер» Моро (англ. Jeff «Joker» Moreau) — профессиональный пилот, страдает от несовершенного остеогенеза.
Биография
Джефф пошёл в лётное училище Альянса, где и получил прозвище «Джокер» (англ. — Шутник) за свою излишнюю серьёзность. Несмотря ни на что — и скорее даже назло всему — Джокер окончил училище с отличием и считается лучшим пилотом Альянса.
- В «Mass Effect» — пилот «Нормандии СР-1».
- В «Mass Effect 2» выживает после уничтожения «Нормандии СР-1» и из-за разногласий уходит со службы в Альянсе Систем. Присоединяется к команде Шепарда и становится пилотом «Нормандии СР-2».
- В «Mass Effect 3» — пилот «Нормандии СР-2», как и остальные члены экипажа Нормандии, вновь служит в Альянсе Систем. Влюбляется в СУЗИ. В конце Mass Effect 3, разбивается на «Нормандии» на планете Eden (название планеты взято из названия концепт-арта Мэтта Родса, на котором изображена сцена, где «Джефф» выходит из «Нормандии» и подает руку СУЗИ. Сам концепт-арт называется «Crashed on Eden», что примерно можно перевести, как «Крушение на Эдеме», «Крушение в Раю» или «Крушение на Иден [Прайм]».). От финального выбора игрока, зависит, будет ли Джефф с СУЗИ или же останется один.

Джокера озвучивает Сет Грин.

### Диана Аллерс
Диана Аллерс (англ. Diana Allers) — персонаж Mass Effect 3. Человек, военный корреспондент. Крайне настойчивая, уверенная в себе женщина, которая без проблем может сделать сенсацию буквально «из ничего». Вступит на борт «Нормандии» и будет вещать о подвигах Шепарда на всю галактику. Найти её можно во время первого визита на Цитадель в доках Нормандии. Помимо того, что она сама по себе является Военным Активом, если вы будете говорить с ней после каждого крупного задания, она будет усиливать другие ваши ВА. Можно начать с ней роман после второго интервью — за персонажа любого пола. Об этих отношениях никто не узнает (и достижение «Романтик» не появится), так что можно будет начать (или продолжить) встречаться с другим персонажем. Обратное неверно: если начать отношения с кем-либо ещё раньше, чем с Дианой, то завязать роман с ней уже не выйдет. Внешность Дианы Аллерс  скопирована с американского репортёра Джесики Чобот, она же Диану и озвучивает.

### Грэг Адамс
Озвучивание: ориг. Роджер Джексон / рус. Александр Пожаров
Грэг Адамс (англ. Greg Adams) — главный инженер на борту «Нормандии СР-1» и друг штурмана Прессли. Адамс пережил крушение «Нормандии». После того, как была построена «Нормандия СР-2», с ним связалась доктор Чаквас, которая предложила ему вернуться под командование Капитана Шепарда, но, поскольку новая «Нормандия» принадлежала «Церберу», и все, кто на ней служил, фактически работали на «Цербер», то Адамс отклонил предложение. Однако в «Mass Effect 3» Адамс возвращается на «Нормандию», извиняясь перед Шепардом, за то, что не мог ранее вернуться на борт. На «Нормандии СР-2» он сдружился с инженерами Дэниелс и Доннелли и изредка ведёт откровенные беседы с доктором Чаквас. В финале, перед отправлением на финальную битву, Адамс скажет Шепарду, что для него было честь служить под его командованием. Адамса озвучивает Роджер Джексон.

### Карин Чаквас
Озвучивание: ориг. |Каролина Сеймур / рус. Татьяна Шитова
Доктор Карин Чаквас (англ. Karin Chakwas) — майор Альянса, военврач «Нормандии». В зависимости от решений игрока может погибнуть в Mass Effect 2.
У доктора нет семьи, и она себе компенсирует это работой с экипажем, любит работать вдали от цивилизованного космоса: «Вы — мои дети, а Альянс — мой супруг». Чаквас озвучивает Кэролин Сеймур.
Биография
Чаквас — последний представитель династии врачей, ранее служила с капитаном Андерсоном, после отстранения которого осталась служить на «Нормандии СР-1». После уничтожения «Нормандии», доктор Чаквас получает престижную должность в медицинском центре в колонии Альянса Систем на Марсе. Такая работа кажется ей не увлекательной, и она принимает предложение Цербера присоединиться к экипажу «Нормандии СР-2». Когда Шепард сдаётся Альянсу, Чаквас попросту возвращается из официального отпуска и назначается в медицинский центр на Цитадели, где Шепард может принять её обратно в команду.

### Келли Чемберс
Келли Чемберс (англ. Kelly Chambers) — сотрудник «Цербера» с образованием психолога. Келли появляется в команде в «Mass Effect 2» и выполняет некоторые функции помощника-адъютанта капитана, а также следит за эмоциональным состоянием команды. Келли является возможным романтическим интересом для Шепарда любого пола. В зависимости от решений игрока может погибнуть в «Mass Effect 2».
В «Mass Effect 3» её можно встретить на Цитадели, в доке беженцев. От предложения вернуться к экипажу «Нормандии» Келли отказывается, ссылаясь на стресс после похищения Коллекционерами. Если во время встречи не посоветовать ей сменить личность и имя, то, после неудачного переворота Удины на Цитадели, в одном из диалогов беженцев (это можно услышать и от Доннелли с Дэниэлс) можно узнать что Кэлли убили солдаты из Цербера. В противоположной ситуации Келли останется жива и позже пришлёт Шепарду письмо, в котором сообщит, что встретила своих друзей из «Цербера», которые тоже поменяли документы, и которых она послала работать над Горном.
Несмотря на службу в «Цербере», Келли чужды ксенофобные взгляды. В третьей части игры её функции выполняет техник связи Альянса специалист Саманта Трейнор. Келли озвучивает Кара Пифко.

### Саманта Трейнор
Саманта Трейнор (англ. Samantha Traynor) — секретарь и аналитик по обработке данных на борту фрегата Альянса Нормандия SR-2 в «Mass Effect 3», выполняя в целом ту же роль, что и Келли Чамберс в «Mass Effect 2». Саманта была на Горизонте во время вторжения Коллекционеров. Родители жили в Лондоне, а потом уехали в колонию, где родилась их дочь, — Саманта. Имеет приятный лондонский акцент. Любит стратегические игры. Есть возможность поиграть с ней в шахматы, пригласив через терминал в каюте капитана, либо дать возможность помыться в своем душе. Она является возможным романтическим интересом для Шепард женского пола. Саманту озвучивает Аликс Вилтон Риган.

### Стивен Кортез
Стив Кортез (англ. Steve Cortez) — лётчик-истребитель, летавший на F-61 «Трезубец», который участвовал в переоборудовании «Нормандии СР-2», после нападения на Землю принял на себя должность пилота челнока UT-47A «Кадьяк» на борту. Возможный романтический персонаж Шепарда-мужчины в «Mass Effect 3».
Кортез является единственным ребенком в семье и потерял обоих родителей в раннем детстве. Он лейтенант, вступивший в ряды Альянса Систем во время нападения Коллекционеров в «Mass Effect 2». Стив является гомосексуалом и у него был супруг Роберт, который был похищен Коллекционерами вместе со всей колонией Феррис-Филдс. Кортез до сих пор не мог отойти от этой потери. В «Mass Effect 3» Кортез становится пилотом, а по совместительству курьером, отвечающим за доставки на борт оружия и боеприпасов. Друг Джеймса Веги, с которым они вместе служили в колонии Фел-Прайм, на которую, как и на многие человеческие колонии напали Коллекционеры. Кортез единственный, кому Вега, в качестве испаноязычной клички, даёт обычное имя «Эстебан» (англ. Esteban). Может погибнуть во время возвращения на Землю, если связанная с ним сюжетная линия не пройдена (линия заключается в том, что Шепард начинает оказывать ему психологическую поддержку и в случае с Шепардом-мужчиной Кортез может стать романтическим увлечением). Кортеза озвучивает Мэттью Дель Негро.

### Чарльз Прессли
Чарльз Прессли (англ. Charles Pressly) — штурман Нормандии СР-1. С неприязнью относится к инопланетным расам, но в процессе работы с командой пересматривает свои убеждения.
Прессли погибает одним из первых во время нападения Коллекционеров на Нормандию в начале игры «Mass Effect 2». Хотя позже Джейкоб Тэйлор тоже подтверждает, что Прессли погиб, среди игроков ходило мнение, что Прессли жив, потому что во время исследования места крушения Нормандии (DLC «Место крушения Нормандии») Шепард не находит значок Прессли и поэтому можно считать Прессли выжившим в какой-то мере. Официально является пропавшим без вести, хотя табличка с его именем появляется в «Mass Effect 3» на мемориальной доске Нормандии.

## Антагонисты

### Властелин
«Властелин» (англ. Sovereign) — оставшийся в галактике Жнец, цель которого — активация ретранслятора Цитадели и открытие пути в галактику остальному флоту Жнецов (В русской локализации первой части игры их назвали Пожинателями).
Внешне «Властелин» напоминает огромного кальмара. Большая часть внешних частей имеет сине-чёрный цвет. Как и у кальмара, у него есть несколько «щупалец», находящихся в головной части корабля. Вероятно, в каждом из «щупалец» имеется орудие. В Mass Effect 2 становится известно его настоящее имя — Назара. Имя «Властелин» он получил от Сарена Артериуса.
«Властелин» был уничтожен силами Альянса Систем во время битвы за Цитадель.
В «Mass Effect 2» можно выяснить, что некоторые части этого корабля были использованы для создания ИИ «Нормандии СР-2» и орудия «Таникс», которое можно установить на «Нормандию СР-2». Также становится известно что Жнецы, как и геты, являются конгломератами множества программ. Отличаются от гетов они тут тем, что программы каждого Жнеца обладают единой волей и мнением — то есть, если геты представляют собой объединения множества взаимно усиливающих друг друга программ-личностей, то Жнецы — единые личности, сложенные из множества программ-пазлов. Возможно, такая архитектура связана с органическими компонентами Жнецов.
Легион в третьей части вскользь упоминал, что вычислительная мощность Жнецов практически бесконечна: «одна лишь их мысль беспредельна, сокрушительна… непостижима».

### Кай Лен
Кай Лен (англ. Kai Leng) — один из лучших оперативников «Цербера», специализирующийся на организации убийств. Когда-то Кай Лен служил Альянсу и был, как и Шепард, выпускником программы N7, но после того как он убил крогана в баре, был с позором и лишением всех наград разжалован и помещён под стражу. В Mass Effect 3 становится главным антагонистом Шепарда и явно прошёл значительную кибернетическую модификацию; протеанский ВИ «Месть» также объявляет его психически обработанным Жнецами. Участвовал в нападении на Совет Цитадели, был остановлен капитаном Шепардом и Тейном Криосом (если он выжил в ходе самоубийственной миссии в Mass Effect 2 и вы поговорили с ним до нападения на Цитадель) или майором Киррахе (если он выжил на Вермайре). Если оба не выжили, то Кай Лен убивает советника; Шепарду удаётся вынудить его отступить прежде, чем он добирается до остальных членов Совета, и тот исчезает без следа, но лишь для того, чтобы напасть на Шепарда на Тессии и отобрать данные, необходимые для применения «Горна», при этом почти убив главного героя. Последний раз они встречаются в личном кабинете Призрака на станции «Кронос», где Шепард побеждает Кай Лена.
Кай Лена озвучивает Трой Бейкер.

### Катализатор
Катализатор (англ. Catalyst) — древний искусственный разум, которым по сути является сама Цитадель. После находки протеанских чертежей на Марсе было известно только то, что Катализатор является некой недостающей деталью для Горна, но как выясняется, он представляет собой коллективный разум всех Жнецов. Катализатор был создан очень древней (возможно первой) расой Левиафанов (её точное название не упоминается), которая в своё время держала в подчинении все народы в Галактике. Но их контроль над ними не был тотальным, так что некоторые из цивилизаций были уничтожены синтетиками, созданными ими же самими для улучшения жизни. Тогда Левиафаны создали Катализатора, которого запрограммировали на то, чтобы он помог решить проблему сосуществования двух принципиально разных форм жизни (синтетиков и органиков). Катализатору потребовалось время для наблюдения и изучения этой проблемы, для чего он создал армию слуг для сбора генетической информации по всей Галактике. В процессе изучения он принял более подходящее (по его выводам) решение и, после неудачных попыток объединить органиков и синтетиков путём синтеза (в финале игроку, в зависимости от его действий, будет доступен выбор синтеза, который на этот раз завершится удачно), уничтожил своих создателей и подчинённые им расы с помощью своих слуг, а все их знания, силу и генетический материал воплотил в первого Жнеца, известного как Предвестник. После этого Катализатор наблюдал за развитием каждой последующей цивилизации, очевидно, надеясь, что какая-нибудь из них сумеет создать такой ИИ, который не уничтожит её, чего так и не случилось. И поэтому каждые 50 000 лет Катализатор устраивал Жатву в виде нападения Жнецов, которые создавались из генетического материала каждой уничтоженной расы. Чтобы сократить время между циклами Жатвы Жнецы, по приказу Катализатора строили Масс-Ретрансляторы. После окончания Жатвы Жнецы вновь уходили в пустоту космоса.
При встрече с Шепардом Катализатор появляется перед ним в виде голограммы мальчика, чью смерть Шепард видел во время отбытия с Земли. Катализатор объясняет Шепарду, что наличие Горна, а также то, что Шепард стал первым органиком, который добрался до места обитания Катализатора, заставило его, Катализатора, переосмыслить Цикл и придумать новые варианты решения по поводу конфликта органиков и синтетиков, однако, все варианты требуют действий Шепарда.
На данный момент Катализатор и погибший мальчик являются единственными NPC во вселенной «Mass Effect», которые изображают ребёнка.

### Клон
Клон (англ. Clone) — генетический клон Капитана Шепарда, который был создан организацией «Цербер», как источник запасных анатомических органов для настоящего Шепарда во время восстановления последнего в проекте «Лазарь». Клон был погружён в анабиоз и, после того, как Шепард был успешно воскрешён, о нём забыли. Во время событий «Mass Effect 3» его нашла Майя Брукс, собиравшая досье для борьбы Шепарда с Коллекционерами, и разбудила его. После этого Клон учился жить среди людей, но у него это не получилось и в конечном итоге он помешался на том, чтобы устранить настоящего Шепарда и занять его место. Для этого он заманил Шепарда в Архивы Цитадели, где запер его в одной из ячеек, а затем заменил все его биометрические данные на свои. После этого он попытался угнать «Нормандию», но затея сорвалась, так как настоящий Шепард сумел выбраться из Архивов и пробраться на борт. После сражения в грузовом отсеке Клон и Шепард оказываются повисшими на краю грузового люка. Клон погибает независимо от действий игрока — Шепард может либо убить Клона (вытолкнув его из люка), либо предложить ему спастись (тогда Клон сам разжимает руки). Клона, как и Шепарда, в зависимости от пола, озвучивают Марк Мир (Шепард-клон-мужчина) и Дженифер Хейл (Шепард-клон-женщина).

### Майя Брукс
Майя Брукс (англ. Maya Brooks) — бывший оперативник «Цербера», который покинул организацию, чтобы преследовать свои собственные цели. Её настоящее имя неизвестно: Майя Брукс является псевдонимом так же, как и имена Хоуп Лилиум (англ. Hope Lilium), Капитан Ченнинг (англ. Captain Channing) и Раса (англ. Rasa). Работая в «Цербере» Брукс собирала досье членов команды Шепарда из «Mass Effect 2». В период событий «Mass Effect 3» Брукс вывела из анабиоза Шепарда-клона и, когда тот решил занять место настоящего Шепарда, пошла у него на поводу. После того, как клон попытался неудачно угнать «Нормандию», Брукс арестовывают и, в зависимости от действий игрока, она либо не будет принимать попыток к побегу, либо предпримет и будет застрелена на месте. Брукс озвучивает Шиван Хьюлетт (моделью внешности была Элла Томас).

### Матриарх Бенезия
Озвучивание: ориг. Марина Сиртис / рус. Инна Королёва
Матриарх Бенезия (англ. Matriarch Benezia) — могущественная азари-биотик и духовный лидер своего народа. Так же она является матерью Лиары Т’Сони. В Mass Effect была исполнителем воли Сарена. Сначала Бенезия узнала о планах Сарена в его содействии Жнецам, и решила остановить его, но влияние «Властелина» было слишком сильным и Бенезия попала в полную зависимость воле Сарена, а с ней и её отряды стражи и коммандос. Шепард встречается с ней на Новерии, где она, после небольшого сражения, выходит на некоторое время из под контроля «Властелина» и успевает передать Шепарду данные о том, где искать «Властелина». После чего снова атакует и Шепарду приходится убить её. Умирая, Бенезия говорит, что так и не увидела свет, обещанный ей религией азари. Если напарником Шепарда в данной миссии будет Лиара, то у всех троих будут соответствующие реплики в диалогах. В дальнейших частях Бенезия кратко упоминается в репликах Лиары. В «Mass Effect 3» Лиара рассказывает Шепарду, что в детстве, когда они с Бенезией жили на Тессии, она полезла в старинные развалины и Бенезия отругала её за это, но потом в тот же день подарила Лиаре её первую книгу по истории. Бенезию озвучивает Марина Сиртис.

### Сарен Артериус
Озвучивание: ориг. Фред Таташор / рус. Олег Куценко
Сарен Артериус (англ. Saren Arterius) — бывший Спектр-турианец, предавший Совет Цитадели. Является главным антагонистом в «Mass Effect».
Сарен родился в 2139 году. В 2155 году, в возрасте 15 лет, он вступил в вооруженные силы Турианской Иерархии. Он известен своей безжалостностью. Для достижения цели способен применить любые средства. Сарен ненавидит людей, что можно объяснить гибелью его брата в Войне Первого контакта в 2157 году. Он объединился с «Властелином», чтобы захватить Цитадель, сам не зная того, что попал под его контроль. В конце «Mass Effect» может быть убит Шепардом и его командой или застрелится сам, если игрок обладает достаточным навыком убеждения. После этого «Властелин» берёт контроль над его телом, однако и в таком виде он не смог противостоять Шепарду. Следует заметить, что Сарен не считает свои методы излишними. В последующих двух частях Сарен только кратко упоминается в репликах персонажей. В частности, после падения «Властелина» Совет отказывается признать реальность угрозы Жнецов и утверждает, что Сарен подчинил гетов своей воле лишь благодаря дипломатическому таланту и поэтому использует Сарена в качестве козла отпущения, чтобы отрицать существование Жнецов. В DLC «Mass Effect 2» «Касуми — Украденная память» Шепард по сюжету использует фальшивую статую, изображающую Сарена, и здесь присутствует момент, где он с недоверием смотрит на статую, очевидно очень хорошо помня встречу с тем, кого она изображает. Сарена озвучил Фред Тэйтаскиор.

### Серый Посредник
Серый Посредник (англ. The Shadow Broker) — торговец информацией, всегда работающий через развитую агентурную сеть, его имя, раса и местонахождение неизвестны, а также не ясно, одна ли это личность или группа лиц. После уничтожения «Нормандии СР-1» был нанят Предвестником, чтобы найти и передать тело Шепарда коллекционерам, но его планы пресекаются Лиарой Т’Сони (Mass Effect: Redemption). В Mass Effect 2 их конфронтация продолжается, своего финала она достигает в DLC «Логово Серого Посредника».
Лиара и Шепард наносят недружественный визит на его потайную базу, где узнают, что некоторое время назад настоящий Посредник был убит и заменён одним из своих оперативников — единственным представителем расы ягов — за агрессивность приговорённой Советом к изоляции на родной планете. Цикл повторяется, и, с помощью аппаратуры связи с имитатором голоса, Лиара принимает бразды правления целой империей тайных агентов, шпионажа и компромата.
В Mass Effect 3 Лиара оставляет своего товарища Ферона за главного, тогда как сама отправляется на Марс для дальнейших поисков схем орудия протеанского происхождения для битвы против Жнецов. Если в предыдущей части Шепард не помог Лиаре с устранением Серого Посредника, то станет ясно, что Лиара собственноручно организовала нападение посредством нескольких десятков наемников.

### Предвестник
Предвестник (англ. Harbinger) — один из Жнецов, управляющий Коллекционерами, начал активную деятельность в галактике после гибели своего собрата «Властелина». Является крупнейшим и древнейшим Жнецом и, скорее всего, возглавляет их. Является первым созданным Катализатором Жнецом.
Во время миссий «Mass Effect 2», когда Шепард сталкивается с Коллекционерами в наземных боях, Предвестник может брать под прямой контроль рядовых Коллекционеров, значительно усиливая их броню и щиты. Кроме того, впоследствии выясняется, что Предвестник практически полностью контролировал и действия Главного Коллекционера на протяжении всей сюжетной линии «Mass Effect 2», пытаясь построить Протожнеца из генетического материала людей и, одновременно, остановить или подчинить себе Шепарда. В финале битвы на базе Коллекционеров в случае своей победы, игрок видит, что Предвестник освобождает Главного Коллекционера от своего влияния. После этого Главный Коллекционер впадает в безумие и не способен к дальнейшим действиям, судя по всему, погибая вместе с базой.
Во время битвы в Лондоне Предвестник практически полностью уничтожает штурмовой отряд «Молот», пытающийся пробиться к лучу на Цитадель, в результате чего попасть на станцию удается лишь Шепарду и Андерсону.

### Призрак
Призрак (англ. The Illusive Man) — лидер «Цербера». Его настоящее имя Джек Харпер (англ. Jack Harper). Впервые появляется в романе «Восхождение». Также появляется в комиксе «Mass Effect: Evolution», где рассказывается об его участии в Войне Первого Контакта.
В «Mass Effect 2» Призрак выдержан и спокоен, крайне редко позволяет себе проявлять эмоции. Его взгляды — радикальный гуманизм. Он считает, что человечество должно доминировать в галактике, и для этого надо использовать все возможные средства, включая контроль над Жнецами.
Его лицо полностью симметрично, и его нос имеет совершенные пропорции, скорее всего благодаря косметической хирургии.
После уничтожения «Нормандии СР-1» и вывода Шепарда из строя Призрак запускает проект «Лазарь» — программу восстановления Шепарда. После оживления Шепарда, Призрак рассказывает ему о нападениях на человеческие колонии и предлагает сотрудничество. Кроме того «Цербером» был собран новый корабль — «Нормандия СР-2».
В «Mass Effect 3» Призрак является главным антагонистом. Сам того не зная, контролируется Жнецами, при этом считает, что сможет управлять ими. В любом случае погибает в конце игры — Шепарду либо удается выйти из под контроля Призрака и убить его, либо удаётся убедить Призрака, что он попал под влияние Жнецов (при попытке противостоять одурманиванию застреливается, осознав свою беспомощность перед ними). По словам Майка Гэмбла, изначально была запланирована целая битва Шепарда с Призраком, но её вырезали, посчитав заштампованной, так как она могла показаться игрокам похожей на битву Шепарда с Сареном в финале первого «Mass Effect».
Призрак был озвучен актёром Мартином Шином и с него же частично был смоделирован внешний вид персонажа (другая половина черт была взята от актёра Джона Брайделла).

## Другие персонажи

### Армандо-Оуэн Бейли
Армандо-Оуэн Бейли (англ. Armando-Owen Bailey) — офицер СБЦ, которого Шепард встречает в «Mass Effect 2». Бейли много раз получал отказ на повышение, так как предпочтение отдавалось преобладающим на тот момент турианцам. Однако после нападения гетов на Цитадель СБЦ понесла огромные потери и была вынуждена нанимать и продвигать гораздо больше людей, в том числе и Армандо. В СБЦ он вступил ради возможности проводить больше времени с семьей благодаря постоянному месту работы, хотя складывается впечатление, что отношения с родными у Бейли ладятся не лучшим образом, очевидно из-за его постоянного отсутствия на работе. В разговоре с Шепардом он сравнивает охрану Цитадели с защитой Нью-Йорка, а для обеспечения безопасности не брезгует как избиением подозреваемых, так и принятием взяток. Бейли играет одну из решающих ролей в миссии на лояльность Тейна и является наводчиком в миссии на лояльность Гарруса. Позже Бейли появляется в «Mass Effect 3», где к этому времени он был повышен до звания капитана (англ. commander). Бейли озвучивает Майкл Хоган.

### Дэвид Андерсон
Озвучивание: ориг. Кит Дэвид / рус. Вадим Пожарский
Капитан Дэвид Эдвард Андерсон (англ. David Edvard Anderson) — военный Альянса Систем.
Дэвиду свойственна воинская честь, готов сражаться за то, во что верит. Также он является одним из первых выпускников программы N7.
Андерсона озвучивают Кит Дэвид и Патрик Сэйтц (Mass Effect: Paragon Lost).
Биография
Дэвид родился в Лондоне 8 июня 2137 года и был самым младшим ребёнком медсестры Урсулы и бортмеханика Пола Андерсонов (в русской локализации ошибочно переведено, что он их самый старший ребёнок).
- В «Mass Effect: Revelation» Дэвид занимается расследованием нападения на одну из секретных научных баз Альянса Систем и становится кандидатом в СПЕКТР, но заявка будет отклонена из-за действий Сарена Артериуса.
- В «Mass Effect: Retribution» помогает Кали Сандерс противостоять эксперименту Цербера (Полу Грейсону).
- В «Mass Effect» — капитан «Нормандии СР-1», командование которой передаст игроку по настоянию посла Удины.
- В «Mass Effect 2» в зависимости от действий игрока в «Mass Effect» станет либо представителем от Альянса в Совете Цитадели, либо помощником Доннела Удины, который станет представителем.
- В «Mass Effect 3» возглавляет Сопротивление на Земле. Независимо от действий игрока Андерсон всё равно погибает в конце игры от выстрела Призрака или потери крови от выстрела Шепарда, к которому его принудил тот же Призрак. В финальном ролике табличка с его именем водружается на мемориал Нормандии.

Известно, что Дэвид был женат, но из-за характера работы развёлся. Находится в близких отношениях с главой Гриссомской академии Кали Сандерс, с которой его объединяет общее прошлое.

### Доннел Удина
Озвучивание: ориг. Билл Ратнер / рус. Олег Форостенко
Доннел Удина (англ. Donnel Udina) — посол Альянса Систем на Цитадели. Опытный политик, Удина выглядит официозным и самоважным. На первом месте для него интересы человечества и реноме землян перед другими расами. Не доверяет Шепарду. В игре Удина зачастую устраивает для игрока бюрократические препятствия. В конце игры игроку даётся выбор представителя человечества в Совете: Удина или Андерсон.
В Mass Effect 2 встречается как советник, либо помощник советника Андерсона (в зависимости от действий игрока).
В Mass Effect 3 неизменно советник вне зависимости от предыдущего решения, был убит при попытке захватить Цитадель с помощью «Цербера» для насильственного создания галактического союза для освобождения Земли.

### Ша’ира (Спутница)
Ша’ира (англ. Sha’ira) — азари, чья позиция на Цитадели является, по видимому, аналогичной древнегреческой гетере. Она является как бы «Оракулом» игры, намекая на будущие события и роль игрока в них.
Хотя сама Ша’ира не появляется в Mass Effect 2, репортаж новостей упоминает, что из-за слухов о разглашении секретов клиентов она может оставить Цитадель. Тем не менее, у одного из членов команды назначена с ней встреча через три месяца, и это очень его волнует. Она может прислать главному герою сообщение с пожеланием удачи.
Так же Ша’иру можно встретить в Mass Effect 3, после установки DLC «Цитадель».

### Кали Сандерс
Кали Сандерс (англ. Kahlee Sanders) — дочь адмирала Джона Гриссома. Впервые появляется в книге Открытие, присутствует в игре Mass Effect 3 в качестве директора Академии Гриссома. В прошлом её родители развелись и Кали дала слово матери, что никогда не будет разговаривать с отцом. Сандерс принимала участие в секретных исследованиях Альянса Систем искусственного интеллекта на планете Сайдон. Но перед нападением на базу загадочно исчезает. Через некоторое время, в Восхождении, Кали по прежнему работает на Альянс в рамках проекта «Восхождение» (англ. Ascension) — программы обучения и адаптации детей с биотическими способностями и борется с агентами «Цербера». В Возмездии по-прежнему работает в проекте «Восхождение», но противостоит более серьёзному противнику — Жнецам. В Mass Effect 3 Шепард встречает её во время попытки «Цербера» насильственно «эвакуировать» Академию перед лицом наступления Жнецов.

### Конрад Вернер
Озвучивание: ориг. Джефф Пейдж / рус. Василий Дахненко
Конрад Вернер (англ. Conrad Verner) ― главный поклонник капитана Шепард(а), который во всём старается быть похожим на своего кумира. Впервые тот появляется на Цитадели в Mass Effect, где просит капитана автограф и фотографию, а затем предлагает себя сделать Спектром. В Mass Effect 2 Конрад старается побороть преступность. В Mass Effect 3 тот, не подумав, вступает в «Цербер». В каждой из частей персонаж может погибнуть в зависимости от поведения игрока.

### Стивен Хакет
Озвучивание: ориг. Лэнс Хенриксен / рус. Александр Баринов
Адмирал Стивен Хакет — главное должностное лицо Флота Альянса Систем и командир Пятого Флота.
Биография
- В «Mass Effect» выдаёт побочные задания и, полагаясь на решение Шепарда, может защитить «Путь предназначения» с Советом на борту или не вступить в бой, и потом принимает участие в бою с «Властелином».
- В «Mass Effect 2» передаёт капитану сведения о месте нахождения обломков «Нормандии» SR-1 в соответствующем DLC, а также лично появляется при загрузке DLC «Прибытие», где просит у Шепарда спасти своего друга, доктора Аманду Кенсон из плена батарианцев. По окончании миссии прилетает на «Нормандию», сообщив, что Шепард может пойти под трибунал за уничтожение целой колонии.
- В «Mass Effect 3» возглавляет постройку и защиту «Горна», а также указывает цели, которые необходимо будет выполнить Шепарду как для продвижения по сюжетной линии, так и незначительные задания по поддержке союзных сил на линии фронта. Командует общим флотом при штурме Земли.

Хакета озвучивает Лэнс Хенриксен.

### Хлоя Мишель
Доктор Хлоя Мишель (англ. Dr. Chloe Michel) работает в клинике, расположенной в жилых секторах цитадели. Её родители были медиками в ВКС Альянса — Мишель сохранила медицинские традиции семьи, но предпочла работать в качестве гражданского медика. До того, как она открыла клинику, Мишель занималась другой практикой, но была уволена за свободную раздачу медикаментов. В Mass Effect 3 Доктор Мишель все ещё находится на цитадели сотрудником Госпиталя имени Гуэрты (англ. Huerta Memorial Hospital). После завершения миссии на Марсе Шепард привозит в госпиталь Уильямс/Аленко. У доктора Мишель можно интересоваться о здоровье своего компаньона. Есть возможность завербовать Мишель на Нормандию, оставив доктора Чаквас в лаборатории, но придется убедить присоединиться к команде, используя навыки убеждения. Если Гаррус пережил самоубийственную миссию, Мишель принесет ему турианские конфеты, сказав, что увидела их и подумала о Гаррусе.

## Персонажи книг

### Джон Гриссом
Джон Гриссом (англ. John Grissom) — адмирал Альянса, первый человек прошедший через ретранслятор. Появляется в книге Открытие. Кумир Дэвида Андерсона и отец Кали Сандерс. Переход через ретранслятор «Харон» сделал Гриссома символом всего человечества, ушёл в отставку после Войны Первого Контакта, поселился на Элизиуме, помог своей дочери скрыться после нападения на Сайдон. Несмотря на то, что Гриссом очень известный и уважаемый человек, среди его знакомых есть контрабандисты, наёмники и прочие сомнительные личности.
Джон Гриссом скончался за несколько месяцев до событий книги «Возмездие».

### Пол Грейсон
Пол Грейсон (англ. Paul Grayson) — бывший оперативник «Цербера». Персонаж книг «Восхождение» и «Возмездие». В прошлом он предал «Цербер», ради своей приёмной дочери Джиллиан, имевшей огромный биотический потенциал. Над девочкой проводили ужасные опыты, из-за чего Грейсон решает похитить ребёнка. Через несколько лет Призрак выбирает его в качестве подопытного для очередного эксперимента. Он планирует внедрить в Грейсона технологии Жнецов и проводить эксперименты, связанные с этими технологиями; массированное нападение турианцев позволяет Грейсону с захватившими его разум наномашинами Жнецов сбежать. Грейсон погибает в финале «Возмездия» от рук Дэвида Андерсона и Кай Ленга.

## Andromeda

### Скотт и Сара Райдеры
Протагонист игры Mass Effect: Andromeda. Изначально занимает должность специалиста разведки, но позднее становится Первопроходцем Ковчега людей. В отличие от капитана Шепард(а), Райдеров двое — брат и сестра.

### Алек Райдер
Алек Райдер (англ. Alec Ryder) — персонаж Mass Effect: Andromeda, Первопроходец «Гипериона» и отец протагонистов.

### Ветра
Ветра Никс (англ. Vetra Nyx) — турианка, член отряда Райдер(а). Ветра, уже оказавшаяся на борту «Нексуса», решила, что семейные узы гораздо важнее, чем изучение глубин галактики.
Биография
Ветра родилась на Палавене, но затем постоянно меняла своё место жительства. Какое-то время, проживала на Омеге, и чтобы выжить в суровом мире контрабандистов и наемников, ей потребовалась недюжинная смекалка, хитрость и приспосабливаемость. Именно эти качества пригодились Ветре в Андромеде. У неё везде есть свои связи, она знает как устроен мир, она знает чего хочет. Благодаря опыту, Ветра научилась ценить тех, кто может прикрыть спину в бою. У неё есть младшая сестра, тоже полетевшая в Андромеду, и Ветра за нее переживает.

### Накмор Драк
Накмор Драк (англ. Nakmor Drack) — кроган, член отряда Райдер(а). Драк — ветеран многих сражений даже по меркам кроганов, ему как минимум 1400 лет.
Биография
Старейший кроган больше 1400 лет сражался в Млечном Пути, успев побыть солдатом, наемником и даже пиратом. Когда надежному, хотя и упрямому ветерану выпал шанс присоединиться к своему клану в путешествии к Андромеде, он его не упустил. Ведь это открывает ему путь к целой новой галактике, в которой он еще не стрелял.

### Джаал
Джаал Ама Дарав (англ. Jaal Ama Darav) — представитель расы ангара, инопланетной раса в галактике Андромеда.

### Кора Харпер
Кора Харпер (англ. Cora Harper) — человек, женщина, член отряда Райдер(а).
Биография
Лейтенант Кора Харпер — биотик и бывший офицер военных сил Альянса. Она была переведена по специальной программе, созданной при участии Совета Цитадели, под кодовым названием «Валькирия» (эта программа являлась частью плана по межвидовой интеграции военных сил). Кора была приставлена к подразделению азарийских десантниц, называвших себя «Дочери Тален».

### Лиам Коста
Лиам Коста (англ. Liam Kosta) — человек, мужчина, член отряда Райдер(а). Специалист службы безопасности, ответственный за профилактику кризисных ситуаций с невоенной тактической подготовкой.
Биография
В юности Лиам поступил в университет на инженерное искусство, но потом бросил его ради подготовки к вступлению в органы охраны правопорядка, а позже перешел в межвидовую программу Муниципальной службы спасения. Из-за своих многопрофильных навыков Лиам был лично отобран Алеком Райдером для поддержки команды Первопроходца.

### Пиби
Пелессария «Пиби» Б’Сэйл (англ. Pelessaria «Peebee» B’Sayle) — легкомысленная, независимая и бесстрашная искательница приключений из расы азари.